# Radosław Siuda
Radosław „Chopin” Siuda (ur. 1973) – polski podróżnik, współautor książki podróżniczej Prowadził nas los (ISBN 83-7380-168-5).
W latach 1998–2003 odbył razem z Kingą Choszcz podróż autostopem dookoła świata, za którą w roku 2004 otrzymali najbardziej prestiżową nagrodę podróżniczą w Polsce Nagrodę Kolosa w kategorii podróże.